# 赫盧申
50°1′52″N 25°6′59″E / 50.03111°N 25.11639°E
赫盧申（羅馬化：Hlushyn）是烏克蘭西部的村莊，隸屬利維夫州的佐洛奇夫區。該村面積1.53平方公里，人口276，人口密度每平方公里180.51人。